# Staurodesmus connatus
Staurodesmus connatus  là một loài Song tinh tảo trong họ Desmidiaceae, thuộc chi Staurodesmus.